# Jean-Louis Caserio
Pour les articles homonymes, voir Caserio.
Jean-Louis Caserio est un historien et écrivain français d'expression mentonasque.

## Biographie
Né en 1945 à Nice, Jean-Louis Caserio est docteur en droit en 1978.
Il enseigne au lycée de Menton, et à partir de 1986 le dialecte mentonasque dans un cadre associatif.
En 1975 il cofonde avec Louis Caperan-Moreno la Société d'art et d'histoire du Mentonnais, qu'il préside à partir de 2007. Il est également rédacteur en chef de sa revue Ou païs mentounasc, et collabore à Lou Sourgentin.
Membre du Félibrige, il est primé à ses Grand jeux floraux en 2004, et en est élu majoral en 2012, succédant à André Compan à la tête de la cigale du Souvenir.

## Production littéraire et intellectuelle
Dans le Lexique français-mentonnais (ou Vocabulaire du parler mentonnais) qu'il dirige, il recueille les tournures propres au dialecte mentonasque, qui est une variété de vivaro-alpin.
Il est également le coauteur d'un manuel pour l'apprentissage de cet idiome, Ou mentounasc a ra scora (1984).
Il donne aussi des fables et contes en mentonasque dans A Lambrusca de paigran (1987).

### Vie personnelle
Il est l'époux de Martine Lampert, adjointe au maire de Menton et conseillère départementale des Alpes-Maritimes.

## Ouvrages
- La Vie à Menton sous la Révolution et l'Empire : aspects économiques (1793-1814), Menton, Le Cabri, 1980 (BNF 36599642).
- Avec Louis Caperan-Moreno et Josiane Tricotti, Ou mentounasc a ra scora, Société d'art et d'histoire du Mentonnais, 1984 (BNF 34768406)  — réédité en 1987.
- A Lambrusca de paigran : fàure e cuenti en lenga dou pais (ill. Francesca Guglielmelli (d) et Monica Guglielmelli (d)), SAHM, 1987 (BNF 34929067).
- Avec Charles Martini de Châteauneuf, Le Tremblement de terre de 1887 à Menton, SAHM, 1987 (BNF 35020189).
- Menton : la vie politique et sociale sous la Révolution et l'Empire (1793-1814) , SAHM, 1989 (BNF 35095987).
- Avec Barthélemy Ciravegna (d) et Stéphane Vilarem, Lexique français-roquebrunois : avec textes, documents, proverbes et chansons, SAHM, 1998 (BNF 37035015).
- Lexique français-mentonnais, SAHM, 2001 (BNF 38822588)  — réédité en 2016.
- Avec Hubert Barberis (d) et Marc Barberis (d), Lexique mentonnais-français, SAHM, 2006 (BNF 40175279).
- Laus de Andriéu Compan, Aix-en-Provence, Félibrige, 2012 (lire en ligne).